# 齊措爾卡河
齊措爾卡河（烏克蘭語：Цицорка），是烏克蘭的河流，位於該國西部捷爾諾波爾州，屬於沃蘇什卡河的支流，發源自齊措里以北，流經捷尔诺波尔区，河道全長11公里。